# Pristomerus flavus
Pristomerus flavus är en stekelart som beskrevs av William Harris Ashmead 1904. Pristomerus flavus ingår i släktet Pristomerus och familjen brokparasitsteklar. Inga underarter finns listade i Catalogue of Life.